# شعب فانغ
شعب الفانغ أو فان أو بهوين (بالإنجليزية: The Fang people)‏ هم مجموعة عرقية من إفريقيا الوسطى توجد في غينيا الاستوائية وشمال الغابون وجنوب الكاميرون. يمثل شعب الفانغ حوالي 85 ٪ من إجمالي سكان غينيا الاستوائية، ويتركزون في منطقة ريو موني [الإنجليزية]، وهم أكبر مجموعة عرقية فيها. يُعتبر شعب الفانغ أكبر مجموعة عرقية في الغابون، وويشكلون حوالي ربع السكان. في البلدان الأخرى، في المناطق التي يعيشون فيها، هم من أكثر المجموعات العرقية أهمية وتأثيرا.